# Roberto Del Giudice
Roberto Del Giudice (Milano, 25 settembre 1940 – Roma, 25 novembre 2007) è stato un doppiatore, direttore del doppiaggio e attore italiano, noto per essere stato la voce italiana di celebri personaggi come Arsenio Lupin III, Miss Piggy e Zazu.

## Biografia
Dopo aver frequentato l'Accademia nazionale d'arte drammatica, negli anni sessanta ha una breve esperienza come attore in radio, teatro e televisione interpretando piccoli ruoli.

Roberto Del Giudice nel 1990

Ha prestato la voce a molti personaggi animati, sia del cinema che della televisione, ed è noto soprattutto per essere stato la voce di Lupin III in tutti gli anime dedicati al personaggio, compreso anche Il castello di Cagliostro, partecipando al terzo doppiaggio del film, eseguito per conto della Mikado nel 2007, in occasione della prima proiezione del lungometraggio nei cinema italiani (aveva invece saltato i primi due doppiaggi); questo è stato il suo ultimo lavoro sul personaggio ad essere distribuito mentre egli era ancora in vita. In seguito alla sua morte sono usciti postumi tra il dicembre 2007 e l'agosto 2008 altri quattro suoi doppiaggi sul personaggio: il film televisivo Le tattiche degli angeli, il videogioco Lupin la morte, Zenigata l'amore, il film televisivo Tutti i tesori del mondo, e il quarto doppiaggio del film La pietra della saggezza; quest'ultimo è stato trasmesso dopo che il mese precedente aveva debuttato Stefano Onofri a partire dal film La lacrima della Dea come successore di Roberto Del Giudice sul personaggio.
Ha inoltre doppiato Benny il taxi in Chi ha incastrato Roger Rabbit, Zazu ne Il re leone e nei successivi Il re leone II - Il regno di Simba e Il re leone 3 - Hakuna Matata, Roberto Sedinho (Roberto Hongo) in Holly e Benji (solo nelle prime tre serie), Conte Dracula in Carletto il principe dei mostri, Lupo de' Lupis (nella terza edizione italiana), la seconda voce di Miss Piggy nel Muppet Show, la terza voce di Bo Duke (interpretato da John Schneider) nella serie televisiva Hazzard, Neelix in Star Trek: Voyager, Taiso in Giant Robot, Yess-man in SilverHawks, Nabeshin in Excel Saga e la Morte ne I Griffin.
Ha prestato la voce anche a Lee Majors nelle serie tv La grande vallata e L'uomo da sei milioni di dollari, a Terry Jones nel Monty Python's Flying Circus e al caporale Reyes, nella versione colorata digitalmente della serie Zorro, prodotta dalla Disney negli anni cinquanta e sessanta. Inoltre ha doppiato Fiocco di neve nel secondo e terzo film di Stuart Little.
Ha diretto il doppiaggio delle edizioni italiane di film come Nikita di Luc Besson, Allucinazione perversa di Adrian Lyne, Il padre della sposa di Charles Shyer, Haunting - Presenze di Jan de Bont e Prova a incastrarmi di Sidney Lumet; sempre come direttore del doppiaggio, tra i suoi lavori figurano anche serie televisive quali Beverly Hills 90210, Xena - Principessa guerriera, Walker Texas Ranger, Dr. House - Medical Division e alcuni film d'animazione di Lupin III, tra cui Lupin III - Trappola mortale, Lupin III - L'amore da capo: Fujiko's Unlucky Days, Lupin III - Alcatraz Connection e Lupin III - Episodio: 0.
Nel 2004 si è aggiudicato la terza edizione della targa "Franco Latini - Le voci di Cartoonia".
È morto a Roma il 25 novembre 2007, all'età di 67 anni, dopo una lunga malattia. È sepolto al Cimitero Flaminio.

## Filmografia
- Antonio e Cleopatra, regia di Vittorio Cottafavi – teleteatro (1965)
- Ed egli si nascose di Ignazio Silone, regia di Giacomo Colli - teleteatro (1966)[8]
- Le avventure di Laura Storm – serie TV, episodio 2x03 (1966)
- I fratelli Karamazov, regia di Sandro Bolchi – miniserie TV (1969)
- Mercadet l'affarista di Honoré de Balzac, regia di Tino Buazzelli - teleteatro (1970)[9]

## Teatro
- Miguel Mañara di Oscar Vladislas de Lubicz-Milosz, regia di Orazio Costa Giovangigli (1962)
- Ed egli si nascose di Ignazio Silone, regia di Giacomo Colli (1965)[10]

## Doppiaggio

### Film
- Timothy Bottoms in L'ultimo spettacolo, Texasville
- Helmut Berger in Il giardino dei Finzi Contini, Il padrino - Parte III
- Denis Lawson in Guerre stellari, Il ritorno dello Jedi
- Nathan Lane in Dice lui, dice lei, Stuart Little 2
- Werner Peters in Ordine segreto del III Reich
- Steve Park in Fargo
- Anthony Perkins in Psycho IV
- Michael York in Zeppelin
- David Bowie in Absolute Beginners
- Gailard Sartain in Pomodori verdi fritti alla fermata del treno
- Esai Morales in Bad Boys
- Ron Frazier in Palle d'acciaio
- Robert Trebor in 52 gioca o muori
- Derek Jacobi in Una notte per decidere
- Gerard Horan in Nel bel mezzo di un gelido inverno
- Ian Charleson in Momenti di gloria
- Robert Englund in Un mercoledì da leoni
- Peter Dvorsky in Videodrome
- Roy Brocksmith in Kull il conquistatore
- Jan-Michael Vincent in Incontri stellari
- Mike Edmonds in Biancaneve
- Michael Zelniker in Il pasto nudo
- Bosco Hogan in Zardoz
- Debra Winger in Accadde in paradiso
- Dominick Brascia in Venerdì 13: il terrore continua
- Wayne Knight in Dirty Dancing - Balli proibiti
- Ken Page in Amici, complici, amanti
- Peter Haskell in La bambola assassina 2
- John Amplas in Wampyr
- Joe Dallesandro in Cry Baby
- Barry Dennen in Superman III
- Billy Barty in I dominatori dell'universo
- Massimo Ciavarro in Sorbole... che romagnola
- Simon Ward in La battaglia delle aquile
- Larry Rapp in C'era una volta in America (ridoppiaggio)
- Roy Kinnear in Willy Wonka e la fabbrica di cioccolato (ridoppiaggio)
- Peter Lorre in L'uomo che sapeva troppo (ridoppiaggio)
- Akira Kubo in Matango il mostro (ridoppiaggio)
- Chris Kell in Il gladiatore
- Mario Adorf in 08/15

### Film d'animazione
- Arsenio Lupin III in Lupin III - La pietra della saggezza (primo, secondo e quarto doppiaggio), Lupin III - Il castello di Cagliostro (terzo doppiaggio), Lupin III - La leggenda dell'oro di Babilonia, Lupin III - La cospirazione dei Fuma, Lupin III - Le profezie di Nostradamus, Lupin III - Trappola mortale
- Tenshinhan in Dragon Ball - Il torneo di Miifan (primo doppiaggio), Dragon Ball Z - La grande battaglia per il destino del mondo (primo doppiaggio), Dragon Ball Z - La minaccia del demone malvagio (primo doppiaggio), Dragon Ball Z - La storia di Trunks (primo doppiaggio)
- Miss Piggy in Ecco il film dei Muppet, Giallo in casa Muppet, Festa in casa Muppet, I Muppet nell'isola del tesoro, I Muppets venuti dallo spazio, Natale con i Muppet, I Muppet e il mago di Oz
- Zazu ne Il re leone, Il re leone II - Il regno di Simba, Il re leone 3 - Hakuna Matata
- Alan Ford e Clodoveo in Alan Ford e il gruppo TNT contro Superciuk
- Tim Cratchit in Festa in casa Muppet
- Frodo Baggins ne Il Signore degli Anelli
- Porky Pig in Super Bunny in orbita! (primo doppiaggio)
- Fiocco di Neve in Stuart Little 3 - Un topolino nella foresta
- Tochiro Oyama in Galaxy Express 999 - The Movie
- Godoh in L'uccello di fuoco 2772
- Benny in Chi ha incastrato Roger Rabbit
- Smythe in Werner...mangia la mia polvere
- Acchiapparandagi nº 2 in Tom & Jerry - Il film

### Serie televisive
- Lee Majors in La grande vallata, L'uomo da sei milioni di dollari, La donna bionica
- Dean Butler in La casa nella prateria
- Michael Horton in La signora in giallo
- Lee Curreri in Saranno famosi
- Ethan Phillips in Star Trek: Voyager
- Bruce Penhall in CHiPs
- Mitchell Whitfield in Friends
- Barry Farquad in Friends
- Wolf Muser in Alias
- Anton Phillips in Spazio 1999 (2ª voce)
- John Schneider in Hazzard (3ª voce)[11]
- Michael Landon in Bonanza
- Ron Rifkin in E.R. - Medici in prima linea
- Larry Wilcox in Le nuove avventure di Lassie
- Matt McCoy e John Hillner in Appartamento in tre
- Ken James in La grande barriera
- Barry Bostwick in Doppio gioco a San Francisco
- Charles Haid in Kate McShane avvocato
- Terry Jones ne Il circo volante dei Monty Python
- Richard Dimitri in Le rocambolesche avventure di Robin Hood contro l'odioso sceriffo
- Roc Lafortune in Napoleone
- Russ Tamblyn in Il piccolo mago dei misteri
- Darrell Larson in L'ultima difesa
- Štefan Skrúcaný in I tre capelli d'oro
- Jared Martin in La guerra dei mondi (versione VHS)[12]
- Don Diamond in Zorro (ridoppiaggio)

### Soap opera e telenovelas
- Perry Stephens in Beautiful, (2ª voce) in Quando si ama, Micaela
- Ethan Wayne in Beautiful, Milagros
- Brian Patrick Clarke in Beautiful
- Christopher Cass in Quando si ama
- Eduardo Tornaghi in Dancin' Days
- Arturo Peniche in La mia vita per te
- Daniel Dantas in Amore dannato
- Carlos Olivier in Capriccio e passione
- German Robles in Gli anni felici
- Raymundo Capetillo in Victoria

### Cartoni animati
- Arsenio Lupin III in Le avventure di Lupin III (entrambi i doppiaggi), Le nuove avventure di Lupin III, Lupin, l'incorreggibile Lupin (primo doppiaggio), Lupin III - Bye Bye Liberty: Scoppia la crisi!, Lupin III - Il mistero delle carte di Hemingway, Lupin III - Ruba il dizionario di Napoleone!, Lupin III - Il tesoro degli zar, Lupin III - Viaggio nel pericolo, Lupin III - Spada Zantetsu, infuocati!, Lupin III - All'inseguimento del tesoro di Harimao, Lupin III - Il segreto del Diamante Penombra, Lupin III - Walther P38, Lupin III - Tokyo Crisis: Memories of Blaze, Lupin III - L'amore da capo: Fujiko's Unlucky Days, Lupin III - 1$ Money Wars, Lupin III - Alcatraz Connection, Lupin III - Il ritorno del mago, Lupin III - Episodio: 0, Lupin III - Un diamante per sempre, Lupin III - Tutti i tesori del mondo,  Lupin III - Le tattiche degli angeli
- Miss Piggy in Muppet Show e I Simpson[13]
- Zazu in Timon e Pumbaa, House of Mouse - Il Topoclub
- Condor, Diapason, Siccapo e Cronometro in SilverHawks
- Wally Lama, Andy Lloud Webby e Al 5000 in Animaniacs[14]
- Jayce in Gli Erculoidi
- Action Jack Travis in Goldie Gold e Action Jack
- PC in Popples
- Dynomutt in Blue Falcon e Cane Prodigio
- Morte (1ª voce) ne I Griffin
- Lupo de Lupis in Lupo de' Lupis
- Precious Pupp in Precious Pupp
- Cool McCool in Cool McCool
- Kwicky Koala in Kwicky Koala
- Vladimiro in Vladimiro e Placido
- Hardy ne I due masnadieri
- Waggs ne I Biskitts
- Gaccula in Hanna & Barbera Robot
- Sami in Kangoo
- George Lee Sheridan in Stingray
- Spaventone in Mumfie
- Ian McClaine in Joe 90
- Frizz ne La pietra dei sogni
- Ooki ne L'isola di Rimba
- Op in Goomer
- Mago Merlino in I disastri di re Artù
- Piccione in Lettere da Felix
- Frankie Jr. in Piccolo vampiro
- Tutti i personaggi in Aiuto, Supernonna
- Martin Hacker in Gargoyles - Il risveglio degli eroi
- Roberto Sedinho in Holly e Benji - Due fuoriclasse
- Jordan in Tutti in campo con Lotti
- Mark Wellington in Hello Sandybell
- Louis in Charlotte
- Mitamura in Mila e Shiro Due cuori nella pallavolo
- Seneca in Zum il delfino bianco
- Conte Dracula in Carletto il principe dei mostri
- Alan in Sam il ragazzo del West
- Takaya Torodoki in Grand Prix e il campionissimo
- Amon e Hayashi in UFO Robot Goldrake
- Garma e John in Mobile Suit Gundam
- Daizo e Dambo in Dotakon
- Nubon in Muteking
- Bunta Hayami in Gaiking, il robot guerriero
- Joh in Getter Robot
- Rajin in Street Fighter II V
- Joe Millionaire (ep. 15x4) ne I Simpson[15]
- Chang / 006 in Cyborg, i nove supermagnifici
- Exedore in Fortezza superdimensionale Macross
- Master in Orange Road (ridoppiaggio)
- Nabeshin in Excel Saga
- Uomo-geco A ne I cieli di Escaflowne
- Taiso in Giant Robot - Il giorno in cui la Terra si fermò
- Daily Wong in Bubblegum Crisis
- Serafita in Angel Sanctuary
- Guy in Il cuneo dell'amore
- Nergal in Le tenebrose avventure di Billy e Mandy

### Videogiochi
- Arsenio Lupin III ne Le avventure di Lupin III: Il tesoro del Re Stregone[16] e Le avventure di Lupin III: Lupin la morte, Zenigata l'amore[17]
- Zazu in Caccia al cucciolo[18]